# Виеланд, Карой
Ка́рой Ви́еланд (венг. Károly Wieland; 1 мая 1934, Soroksár, Пешт-Пилиш-Шольт-Кишкун — 30 мая 2020, Вайнхайм) — венгерский гребец-каноист, выступал за сборную Венгрии в середине 1950-х годов. Бронзовый призёр летних Олимпийских игр в Мельбурне, чемпион мира, победитель многих регат национального и международного значения.

## Биография
Карой Виеланд родился 1 мая 1934 года в Будапеште. Активно заниматься греблей начал с раннего детства, проходил подготовку в столичном спортивном клубе «Чепель».
Первого серьёзного успеха на взрослом международном уровне добился в 1954 году, когда попал в основной состав венгерской национальной сборной и побывал на чемпионате мира во французском Маконе, откуда привёз награду золотого достоинства, выигранную в зачёте двухместных каноэ на дистанции 10000 метров.
Благодаря череде удачных выступлений Виеланд удостоился права защищать честь страны на летних Олимпийских играх в Мельбурне. Вместе с напарником Ференцем Мохачи в двойках на тысяче метрах занял третье место и завоевал тем самым бронзовую олимпийскую медаль, проиграв в решающем заезде только экипажам из Румынии и СССР. Вскоре по окончании этих соревнований принял решение завершить спортивную карьеру, уступив место в сборной молодым венгерским гребцам.
В 1973 году вместе с женой эмигрировал в ФРГ, сменив имя на Карл Виланд. Проживал в городе Вайнхайме.